# Le Pot d'un million de ryō
Pour plus de détails, voir Fiche technique et Distribution.
Le Pot d'un million de ryō ou Tange Sazen : Le Pot d'un million de ryō (丹下左膳余話 百萬両の壺, Tange Sazen yowa : Hyakuman-ryō no tsubo) est un film japonais en noir et blanc réalisé par Sadao Yamanaka, sorti en 1935, avec Denjirō Ōkōchi en vedette.

## Synopsis
À l'occasion du mariage de son frère, le seigneur du clan Yagyū offre en cadeau un simple pot orné d'une tête de singe. Le marié, désargenté et vexé de recevoir un bien de si peu de valeur s'en débarrasse auprès des collecteurs d'ordures. C'est Yasu un petit orphelin des quartiers pauvres qui le récupère pour élever des poissons rouges. Lorsque le seigneur et son frère apprennent que le pot recèle une carte menant à un trésor valant un million de ryō, ils se lancent dans une quête effrénée pour le récupérer. Tange Sazen, un samouraï borgne et manchot se voit dans l'obligation de protéger le petit orphelin.

## Fiche technique
- Titre : Le Pot d'un million de ryō[1]

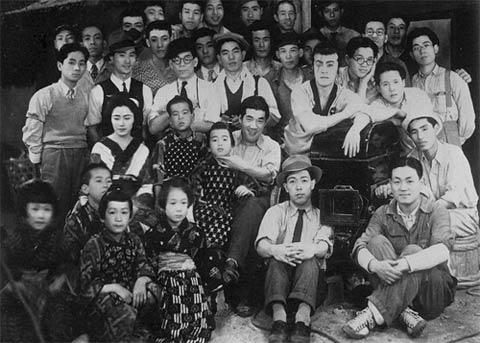
Photo de l'équipe prise lors du tournage.

- Titre alternatif : Le Pot d'un million de yen[2]
- Titre original : 丹下左膳余話 百萬両の壺 (Tange Sazen yowa : Hyakuman-ryō no tsubo?)
- Réalisation : Sadao Yamanaka
- Assistant réalisateur : Ryō Hagiwara
- Scénario : Shintarō Mimura (ja), d'après un roman de Kaitarō Hasegawa (écrit sous son nom de plume de Hayashi Fubō)[1]
- Photographie : Jun Yasumoto
- Musique : Gorō Nishi
- Chansons accompagnées au shamisen : Kiyozō Shinbashi (en)
- Société de production : Nikkatsu
- Pays d'origine :  Empire du Japon
- Langue originale : japonais
- Format : noir et blanc - 1,37:1 - son mono (Western Electric Sound System) - 35 mm
- Genre : comédie dramatique, jidai-geki, chanbara
- Durée : 91 minutes[3] (métrage : 11 bobines - 2 571 m[3])
- Date de sortie :
  - Empire du Japon : 15 juin 1935[3]

## Distribution
- Denjirō Ōkōchi : Sazen Tange

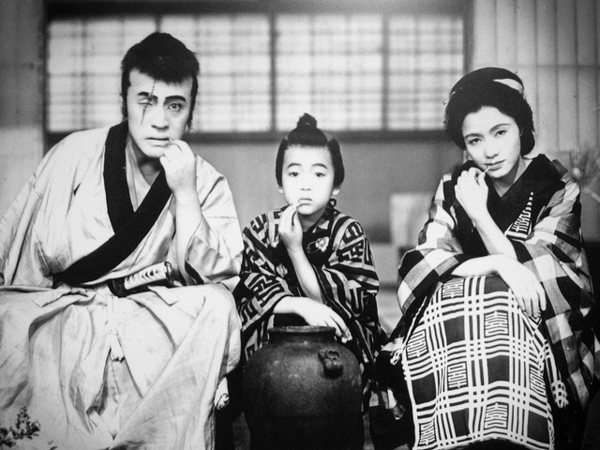
Denjirō Ōkōchi, Sō Shuntarō et Kiyozō Shinbashi.

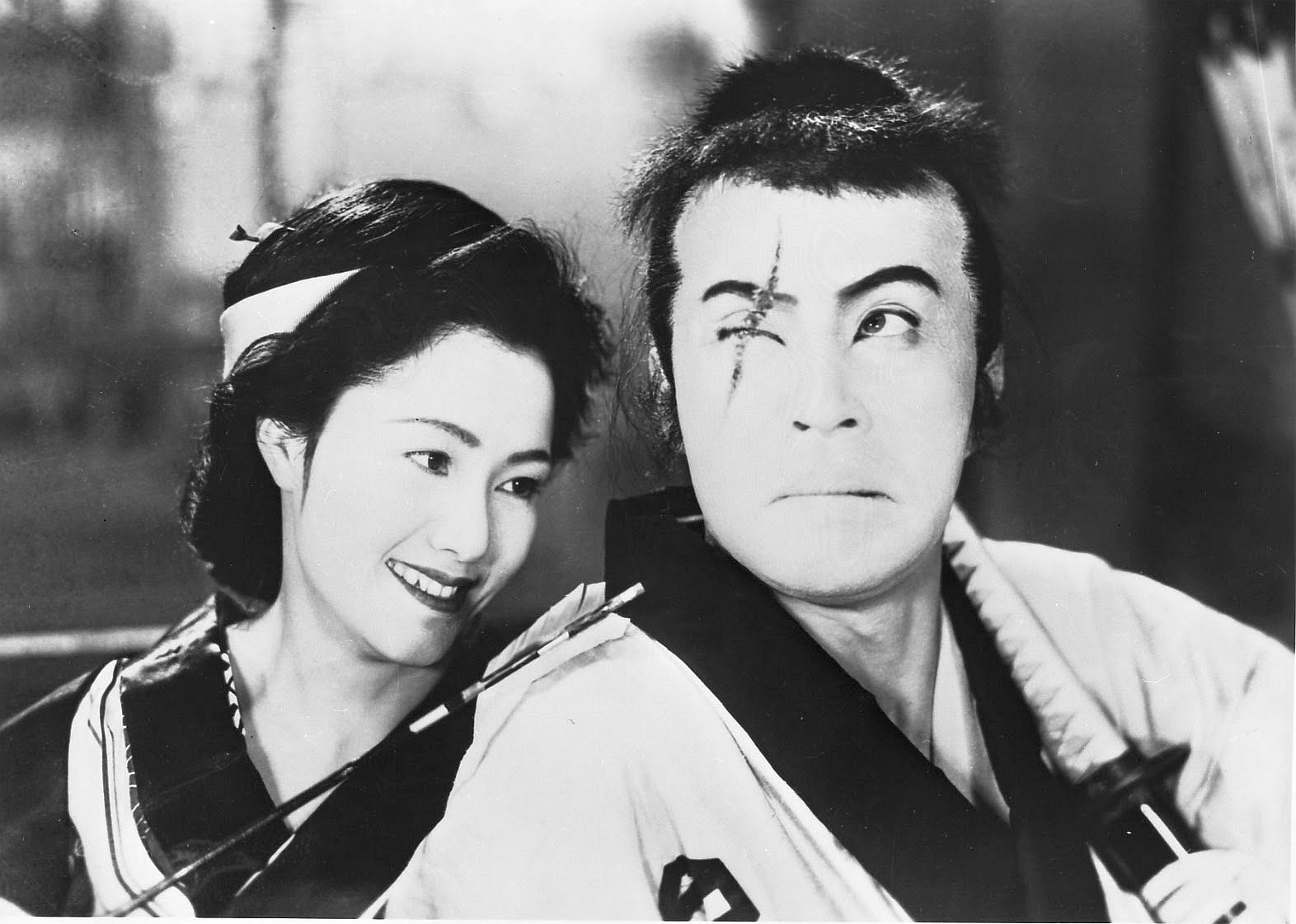
Kiyozō Shinbashi et Denjirō Ōkōchi.

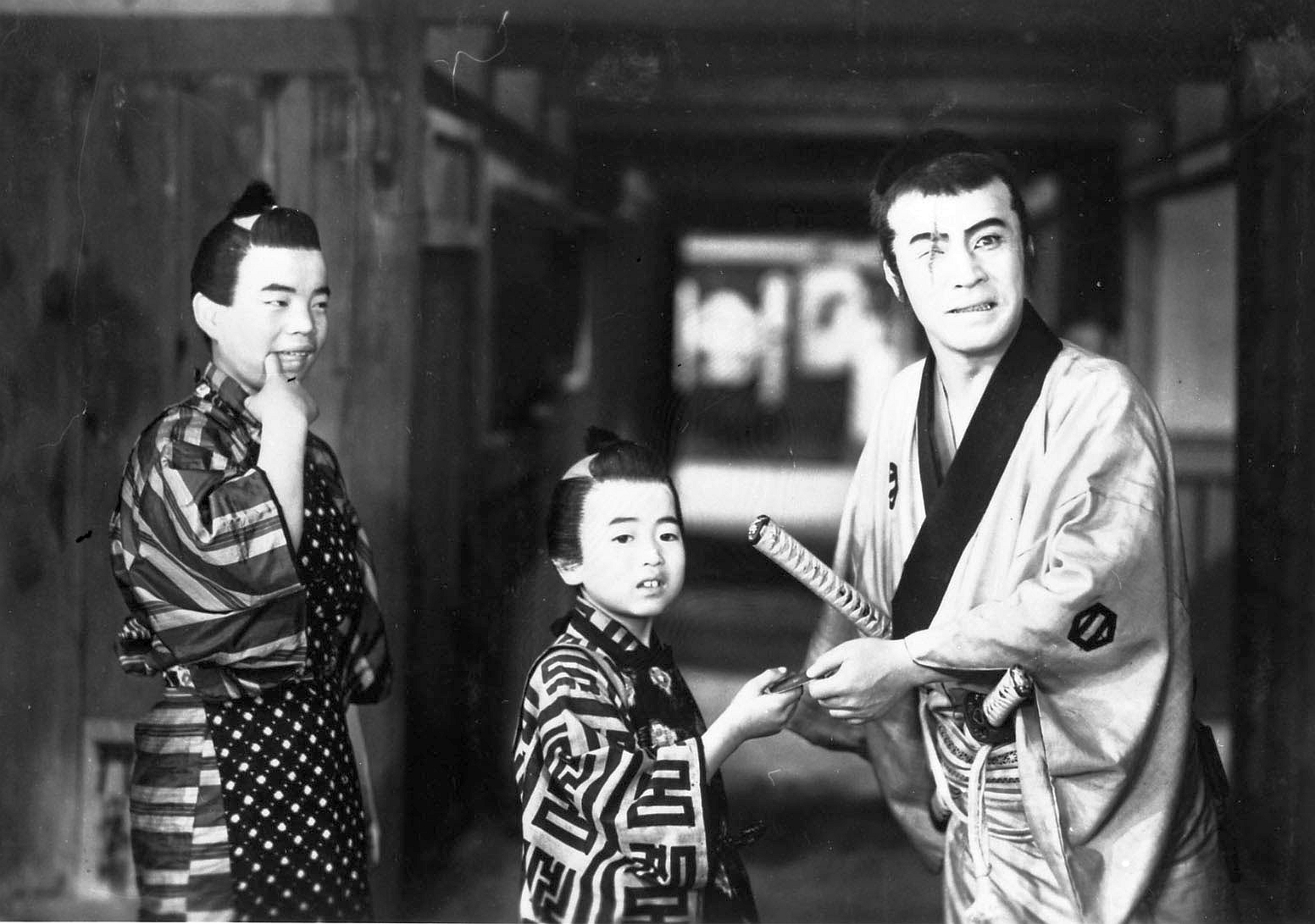
Sō Shuntarō (au centre) et Denjirō Ōkōchi.

- Kiyozō Shinbashi (en) (créditée sous le nom de Kiyozō) : Ofuji, la tenancière du magasin de tir à l'arc
- Kunitarō Sawamura (en) : Genzaburō Yagyū
- Ranko Hanai : Hagino, la femme de Genzaburō
- Reisaburō Yamamoto : Yokichi, serviteur de Genzaburō
- Sōji Kiyokawa : Shichibei
- Sō Shuntarō : Yasu, le fils de Shichibei
- Minoru Takase : Shigeju
- Fujiko Fukamizu (ja) : Ohisa, employée du magasin de tir à l'arc
- Rieko Imura : une employée du magasin de tir à l'arc
- Tatsumi Shinko : une employée du magasin de tir à l'arc
- Shōtarō Bandō : le seigneur du clan Yagyū
- Zen'ichirō Kitō : Dainoshin, membre du clan Yagyū
- Katsuhiko Isokawa (ja)
- Yōnosuke Toba (ja)

## Autour du film
En 1935, le film Le pot d'un million de ryō devait initialement être réalisé par Daisuke Itō, mais le projet est soudainement confié à Sadao Yamanaka car Itō quitte la Nikkatsu pour la Daiichi Eiga. Sadao Yamanaka adopte un style complètement différent de son prédécesseur et présente Denjirō Ōkōchi dans le rôle d'un Tange Sazen comique, parodie du personnage original. Le « monstre Sazen » devient un gentil qui aime les enfants, ce dont il a honte, si bien qu'il joue les durs pour essayer de montrer à la femme avec qui il vit qu'il les déteste.
Mark Schilling (en) du The Japan Times note que le film est « universellement considéré comme le meilleur de toute la série des Tange Sazen ».

## Restauration
Le film a fait l'objet d'une restauration en 4K en 2020 d'après une copie 35 mm issue du négatif original et une bande muette pour projecteurs domestiques représentant une scène de combat, éléments conservés par les Archives du film japonaises.